# Левченко, Инга Евгеньевна
И́нга Евге́ньевна Ле́вченко (22 августа 1935 — 13 июля 2009) — балерина, с 1964 по 2009 годы — педагог и балетмейстер Киргизского театра оперы и балета им. А. Малдыбаева (Фрунзе/Бишкек). Народная артистка Кыргызстана (2008).

## Биография
Родилась 22 августа 1935 года в Омске.
В 1963 году окончила Государственный институт театрального искусства им. А. В. Луначарского (ГИТИС, Москва).
С 1964 по 2009 г. — педагог и балетмейстер Киргизского театра оперы и балета им. А. Малдыбаева (Фрунзе/ Бишкек).
Автор постановок танцевальных сцен и танцев в оперных спектаклях, а также в классических балетах «Шопениана» Ф. Шопена, «Пахита» Л. Минкуса и других.
Педагог-балетмейстер Бюбюсары Бейшеналиевой — народной артистки СССР, народных артистов Киргизской Республики Рейны Чокоевой и Урана Сарбагишева.
В течение 45 лет в качестве педагога специальных дисциплин преподавала в Фрунзенском (Бишкекском) хореографическом училище имени Чолпонбека Базарбаева, с 1993 года профессор кафедры хореографии Киргизского государственного института искусств имени Б. Бейшеналиевой.
Работала за рубежом в качестве постановщика балетных спектаклей: «Лебединое озеро», «Щелкунчик», «Жизель», «Сильфида» на сценах театров Арабской Республики Египет и Иранского театра «Рудаки-Холл».
Заслуженный деятель искусств Киргизской ССР (1987); Указом Президента Киргизской Республики награждена Медалью «Данк» («Слава») в 1998 году и за большой вклад в развитие театрального искусства республики в 2008 году присвоено почётное звание «Народный артист Киргизской Республики».
Была замужем за искусствоведом Робертом Уразгильдеевым, автором статей и книг о балете, в частности, книги о творчестве народной артистки СССР балерины Бюбюсары Бейшеналиевой (1926—1973).
Умерла 13 июля 2009 года.